# Poletna velika nagrada v smučarskih skokih
Poletna velika nagrada v smučarskih skokih je tekmovanje v smučarskih skokih, ki se začne julija in konča oktobra. Poletno veliko nagrado v smučarskih skokih že od sezone 1994 organizira Mednarodna smučarska organizacija (FIS). Od sezone 2012 pa sodelujejo tudi ženske. 

## Sezone

### Moški
| Sezona | Zmagovalec                                          | Drugi                                               | Tretji                                              |
| ------ | --------------------------------------------------- | --------------------------------------------------- | --------------------------------------------------- |
| 1994   | Takanobu Okabe                                      | Ari-Pekka Nikkola                                   | Andreas Goldberger                                  |
| 1995   | Andreas Goldberger                                  | Kazujoši Funaki                                     | Ari-Pekka Nikkola                                   |
| 1996   | Ari-Pekka Nikkola                                   | Mika Laitinen                                       | Masahiko Harada                                     |
| 1997   | Masahiko Harada                                     | Espen Bredesen                                      | Martin Höllwarth                                    |
| 1998   | Masahiko Harada                                     | Kazujoši Funaki                                     | Martin Schmitt                                      |
| 1999   | Sven Hannawald                                      | Andreas Goldberger                                  | Janne Ahonen                                        |
| 2000   | Janne Ahonen                                        | Matti Hautamäki                                     | Hideharu Mijahira                                   |
| 2001   | Adam Małysz                                         | Andreas Goldberger                                  | Stefan Horngacher                                   |
| 2002   | Andreas Widhölzl                                    | Janne Ahonen                                        | Clint Jones                                         |
| 2003   | Thomas Morgenstern                                  | Akseli Kokkonen                                     | Martin Höllwarth                                    |
| 2004   | Adam Małysz                                         | Martin Höllwarth                                    | Daniel Forfang                                      |
| 2005   | Jakub Janda                                         | Wolfgang Loitzl                                     | Thomas Morgenstern                                  |
| 2006   | Adam Małysz                                         | Wolfgang Loitzl                                     | Andreas Kofler                                      |
| 2007   | Thomas Morgenstern                                  | Adam Małysz                                         | Gregor Schlierenzauer                               |
| 2008   | Gregor Schlierenzauer                               | Simon Ammann                                        | Michael Uhrmann                                     |
| 2009   | Simon Ammann                                        | Robert Kranjec                                      | Adam Małysz                                         |
| 2010   | Daiki Ito                                           | Kamil Stoch                                         | Adam Małysz                                         |
| 2011   | Thomas Morgenstern                                  | Kamil Stoch                                         | Tom Hilde                                           |
| 2012   | Andreas Wank                                        | Jurij Tepeš                                         | Taku Takeuči                                        |
| 2013   | Andreas Wellinger                                   | Jernej Damjan                                       | Anders Bardal                                       |
| 2014   | Jernej Damjan                                       | Phillip Sjøen                                       | Taku Takeuči                                        |
| 2015   | Kento Sakujama                                      | Kenneth Gangnes                                     | Robert Kranjec                                      |
| 2016   | Maciej Kot                                          | Andreas Wellinger                                   | Kamil Stoch                                         |
| 2017   | Dawid Kubacki                                       | Anže Lanišek                                        | Džunširo Kobajaši                                   |
| 2018   | Jevgenij Klimov                                     | Karl Geiger                                         | Piotr Żyła                                          |
| 2019   | Dawid Kubacki                                       | Jukija Sato                                         | Timi Zajc                                           |
| 2020   | odpoved zaradi pandemije koronavirusne bolezni 2019 | odpoved zaradi pandemije koronavirusne bolezni 2019 | odpoved zaradi pandemije koronavirusne bolezni 2019 |
| 2021   | Halvor Egner Granerud                               | Dawid Kubacki                                       | Jan Hörl                                            |
| 2022   | Dawid Kubacki                                       | Manuel Fettner                                      | Kamil Stoch                                         |
| 2023   | Vladimir Zografski                                  | Gregor Deschwanden                                  | Ren Nikaido                                         |

| Sezona | Prvi                                                | Drugi                                               | Tretji                                              |
| ------ | --------------------------------------------------- | --------------------------------------------------- | --------------------------------------------------- |
| 1999   | Nemčija                                             | Poljska                                             | Slovenija                                           |
| 2000   | Finska                                              | Japonska                                            | Norveška                                            |
| 2001   | Avstrija                                            | Japonska                                            | Slovenija                                           |
| 2002   | Avstrija                                            | Finska                                              | ZDA                                                 |
| 2003   | Avstrija                                            | Finska                                              | Slovenija                                           |
| 2004   | Avstrija                                            | Japonska                                            | Norveška                                            |
| 2005   | Avstrija                                            | Češka                                               | Nemčija                                             |
| 2006   | Avstrija                                            | Norveška                                            | Finska                                              |
| 2007   | Avstrija                                            | Poljska                                             | Nemčija                                             |
| 2008   | Avstrija                                            | Nemčija                                             | Švica                                               |
| 2009   | Norveška                                            | Japonska                                            | Avstrija                                            |
| 2010   | Poljska                                             | Japonska                                            | Avstrija                                            |
| 2011   | Avstrija                                            | Poljska                                             | Nemčija                                             |
| 2012   | Japonska                                            | Nemčija                                             | Slovenija                                           |
| 2013   | Nemčija                                             | Poljska                                             | Slovenija                                           |
| 2014   | Norveška                                            | Slovenija                                           | Nemčija                                             |
| 2015   | Nemčija                                             | Poljska                                             | Japonska                                            |
| 2016   | Poljska                                             | Slovenija                                           | Nemčija                                             |
| 2017   | Poljska                                             | Norveška                                            | Slovenija                                           |
| 2018   | Poljska                                             | Japonska                                            | Nemčija                                             |
| 2019   | Japonska                                            | Poljska                                             | Slovenija                                           |
| 2020   | odpoved zaradi pandemije koronavirusne bolezni 2019 | odpoved zaradi pandemije koronavirusne bolezni 2019 | odpoved zaradi pandemije koronavirusne bolezni 2019 |
| 2021   | Norveška                                            | Avstrija                                            | Poljska                                             |
| 2022   | Poljska                                             | Avstrija                                            | Nemčija                                             |
| 2023   | Avstrija                                            | Poljska                                             | Švica                                               |

### Ženske
| Sezona | Zmagovalka                                          | Drugi                                               | Tretji                                              |
| ------ | --------------------------------------------------- | --------------------------------------------------- | --------------------------------------------------- |
| 2012   | Sara Takanaši                                       | Alexandra Pretorius                                 | Daniela Iraschko                                    |
| 2013   | Sara Takanaši                                       | Coline Mattel                                       | Katja Požun                                         |
| 2014   | Sara Takanaši                                       | Katharina Althaus                                   | Irina Avvakumova                                    |
| 2015   | Sara Takanaši                                       | Juki Ito                                            | Nita Englund                                        |
| 2016   | Sara Takanaši                                       | Carina Vogt                                         | Irina Avvakumova                                    |
| 2017   | Sara Takanaši                                       | Irina Avvakumova                                    | Maren Lundby                                        |
| 2018   | Sara Takanaši                                       | Ema Klinec                                          | Maren Lundby                                        |
| 2019   | Sara Takanaši                                       | Nika Križnar                                        | Juliane Seyfarth                                    |
| 2020   | odpoved zaradi pandemije koronavirusne bolezni 2019 | odpoved zaradi pandemije koronavirusne bolezni 2019 | odpoved zaradi pandemije koronavirusne bolezni 2019 |
| 2021   | Urša Bogataj                                        | Sara Takanaši                                       | Marita Kramer                                       |
| 2022   | Urša Bogataj                                        | Nika Križnar                                        | Joséphine Pagnier                                   |
| 2023   | Nika Križnar                                        | Sara Takanaši                                       | Alexandria Loutitt                                  |

| Sezona | Prvi                                                | Drugi                                               | Tretji                                              |
| ------ | --------------------------------------------------- | --------------------------------------------------- | --------------------------------------------------- |
| 2012   | Japonska                                            | Nemčija                                             | Avstrija                                            |
| 2013   | Japonska                                            | Nemčija                                             | Slovenija                                           |
| 2014   | Japonska                                            | Slovenija                                           | Rusija                                              |
| 2015   | Japonska                                            | Slovenija                                           | Rusija                                              |
| 2016   | Japonska                                            | Nemčija                                             | Rusija                                              |
| 2017   | Japonska                                            | Slovenija                                           | Rusija                                              |
| 2018   | Japonska                                            | Slovenija                                           | Nemčija                                             |
| 2019   | Slovenija                                           | Japonska                                            | Nemčija                                             |
| 2020   | odpoved zaradi pandemije koronavirusne bolezni 2019 | odpoved zaradi pandemije koronavirusne bolezni 2019 | odpoved zaradi pandemije koronavirusne bolezni 2019 |
| 2021   | Slovenija                                           | Japonska                                            | Rusija                                              |
| 2022   | Slovenija                                           | Nemčija                                             | Avstrija                                            |
| 2023   | Slovenija                                           | Japonska                                            | Kanada                                              |